# Chivamyia variabilis
Chivamyia variabilis är en tvåvingeart som först beskrevs av Boris Borisovitsch Rohdendorf 1935.  Chivamyia variabilis ingår i släktet Chivamyia och familjen köttflugor.
Artens utbredningsområde är Uzbekistan. Inga underarter finns listade i Catalogue of Life.